# تسوکوبا ۷۷۸۸
سیارک ۷۷۸۸ (به انگلیسی: 7788 Tsukuba، نامگذاری:1994XS) هفت هزار و هفتصد و هشتاد و هشتمین سیارک کشف شده‌است که در ۵ دسامبر ۱۹۹۴ کشف شد.
قدر مطلق سیارک برابر ۱۳٫۸۰ است.